# Schlacht bei La Tremblaye
Die Schlacht bei La Tremblaye fand am 15. Oktober 1793 statt. Sie war Teil des Aufstandes der Vendée. Der Austragungsort lag südlich von Cholet am Schloss „La Tremblaye“. Die Republikaner siegten und konnten als Ergebnis die Stadt Cholet einnehmen.

## Vorgeschichte
Die „Armée de Mayence“ war weiter vorankommen und hatte alles auf ihrem Weg verbrannt. Am 13. Oktober nahm sie Clisson, dann Tiffauges und am 14. Oktober Torfou. Am 13. Oktober waren die 3000 Mann der Zentralarmee der Katholischen und königlichen Armee der Vendée unter dem Kommando von Charles de Royrand durch die Division de Luçon des Generals Antoine Marie Bard, die Les Herbiers und La Verrie in Brand gesetzt hatte, abgewehrt worden und zog sich daraufhin nach Mortagne zurück.
Die Generäle der Vendée beschlossen jedoch, diese Stadt zu evakuieren, sich nach Cholet zurückzuziehen und die Artillerie nach Beaupréau zu schicken. Der Befehl wurde schnell ausgeführt, am 15. Oktober drangen die Truppen von General Jean-Baptiste Kléber in Mortagne ein, das sie verlassen vorfanden. 1500 republikanische Gefangene waren in ihren Zellen zurückgelassen worden.
Von seiner Seite aus hatte der republikanische General Alexis Chalbos seine Truppen bei Bressuire geordnet und seinen Marsch wieder aufgenommen. Die drei republikanischen Armeen bewegten sich auf Cholet zu, wo die entscheidende Schlacht bevorzustehen schien.

## Die Schlacht
Maurice Gigost d’Elbée, Louis de Salgues de Lescure, Charles de Bonchamps und Charles de Royrand verlegten ihre Truppen nach Saint-Christophe-du-Bois. D’Elbée schickte einen Kurier zu François Athanase de Charette de la Contrie mit der Bitte, die Republikaner im Rücken anzugreifen, erhielt aber keine Antwort.
Am 15. Oktober griffen die „Armée de Mayence“ und die „Division de Luçon“ im Südwesten von Cholet am Schloss von La Tremblaye an.
Louis de Salgues de Lescure gelang es jedoch, die durch einen mehrtägigen Marsch erschöpfte „Division de Luçon“ zurückzudrängen. Der verwundete General Bard musste durch seinen Adjudant-général Marceau ersetzt werden. Allerdings kam dann General Beaupuy als Verstärkung an und drängte die Vendéens zurück. Louis de Salgues de Lescure war damit beschäftigt seine Männer zu sammeln, als ihn eine Kugel in den Kopf traf und ihn schwer verletzte. Dies endete damit, dass die Vendéens, die glaubten ihr General sei tot, sich demoralisiert nach Cholet zurückzogen.

## Auswirkungen
Am Abend traf sich der Rat der Vendée in Cholet, während die republikanischen Soldaten außerhalb der Stadt lagerten. Die Generäle wollten den Platz verteidigen, aber die Truppen hatten keine Munition mehr, Artillerie und Pulver waren in Beaupréau bei General Marigny geblieben. Antoine-Philippe de La Trémoille, General der Kavallerie, wurde daher beauftragt, Geschütze und Munition zu holen, aber um vier Uhr morgens war er immer noch nicht zurückgekehrt.
Schließlich mussten die Generäle der Vendée beschließen Cholet zu evakuieren, um sich nach Beaupréau zurückzuziehen und die Stadt den Republikanern zu überlassen.
Gemäß den Memoiren von Kléber hatten die Republikaner Verluste in Höhe von 500 Mann zu verzeichnen, während die Verluste bei den Vendéens bei 1200 bis 1500 Mann lagen.